# Gwałtu, co się dzieje!

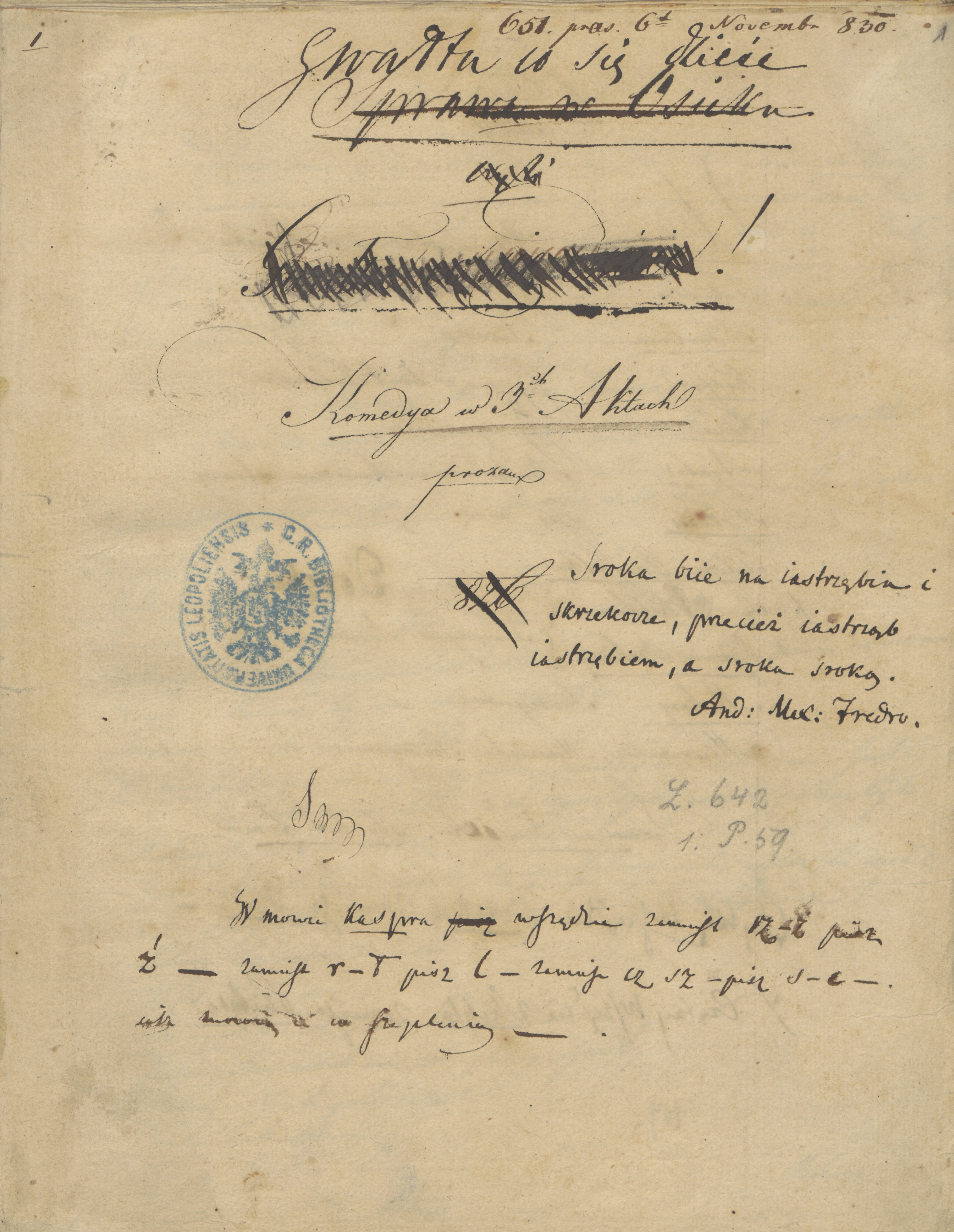
Strona tytułowa czystopisu z poprawkami autora

Gwałtu, co się dzieje! Komedia w trzech aktach – trzyaktowa komedia Aleksandra Fredry z 1826.
Komedia powstała w 1826. Prapremiera sztuki miała miejsce w Krakowie 6 maja 1832 (jedyna prapremiera w teatrze krakowskim za życia Fredry). We Lwowie wystawiono ją 2 marca 1835, zaś w Warszawie dopiero 5 stycznia 1902. Komedia ukazała się po raz pierwszy drukiem w trzecim tomie wydania zbiorowego dzieł Fredry (Lwów, 1830, s. 105–235).
Zachował się odpis na czysto sztuki, wykonany przez obcą osobę z odręcznymi poprawkami autora, przygotowany na potrzeby cenzury lwowskiej. Manuskrypt jest obecnie przechowywany w Bibliotece Narodowej. Na czystopisie pierwotny tytuł Gwałtu, co się dzieje! został skreślony; autor nadpisał nowy tytuł Sprawa w Osieku, a następnie również go przekreślił i powrócił do pierwotnego.
Od początku XX w. sztuka była wystawiana przynajmniej 54 razy, w tym dwukrotnie jako spektakl telewizyjny: w 1969 w reżyserii Józefa Wyszomirskiego oraz w 1992 w reżyserii Olgi Lipińskiej.
Akcja utworu rozgrywa się w Osieku. Komedia opowiada historię kobiet z miasteczka, które, korzystając z niedołęstwa swoich mężów, przejmują rządy w mieście. Dopiero wieść o napadzie Tatarów przywraca władzę mężczyznom.

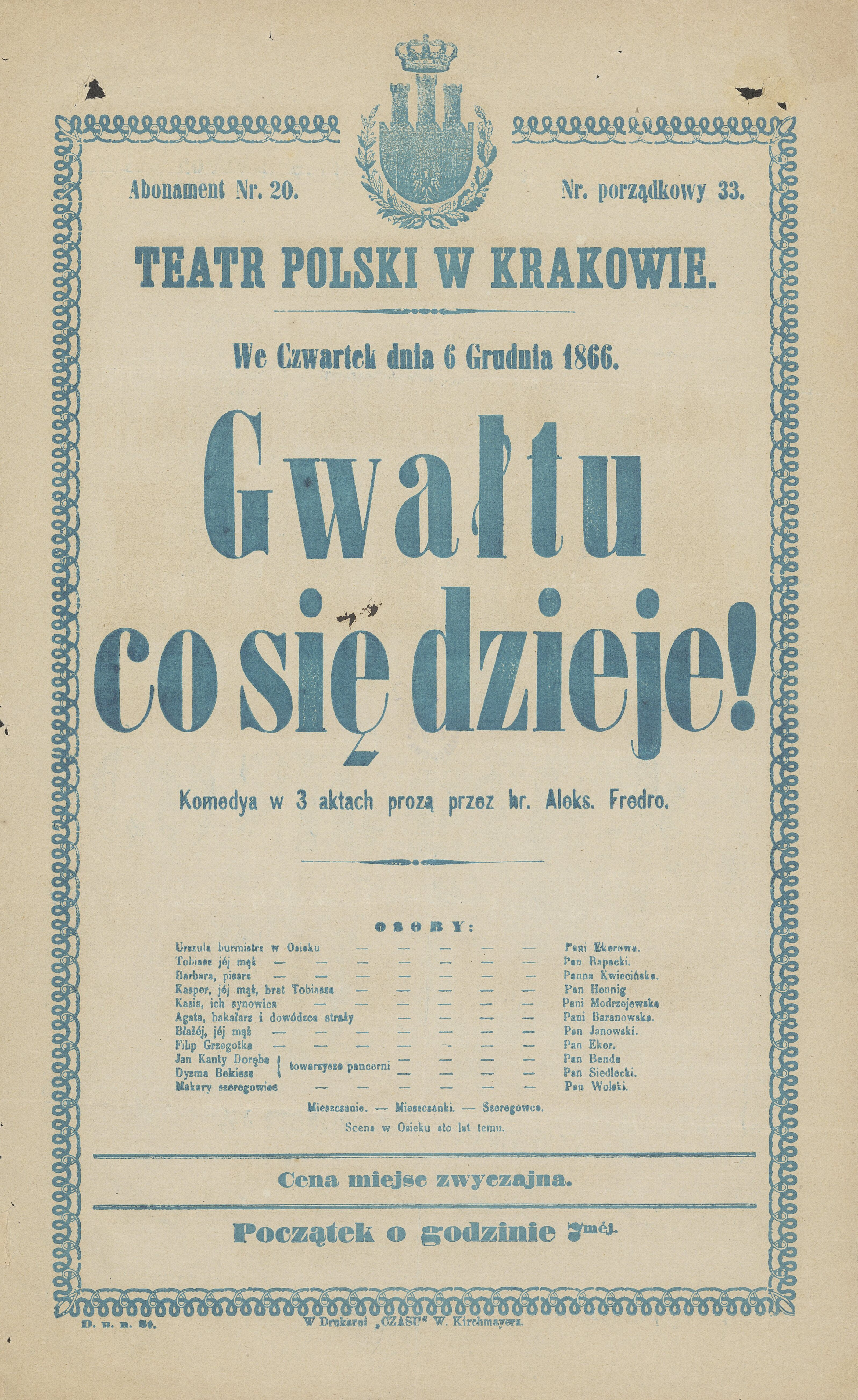
1866, Teatr Polski w Krakowie
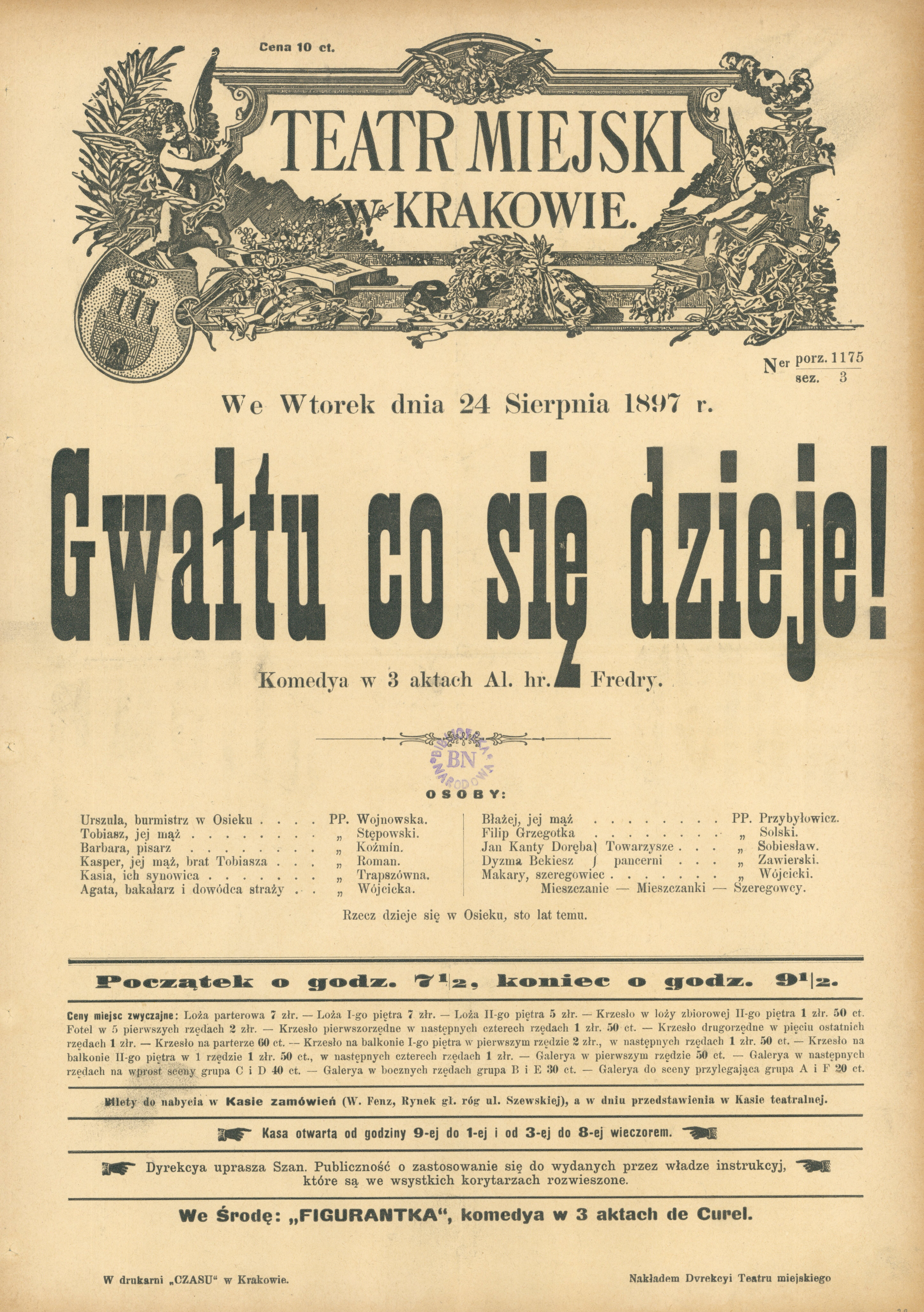
1897, Teatr Miejski w Krakowie
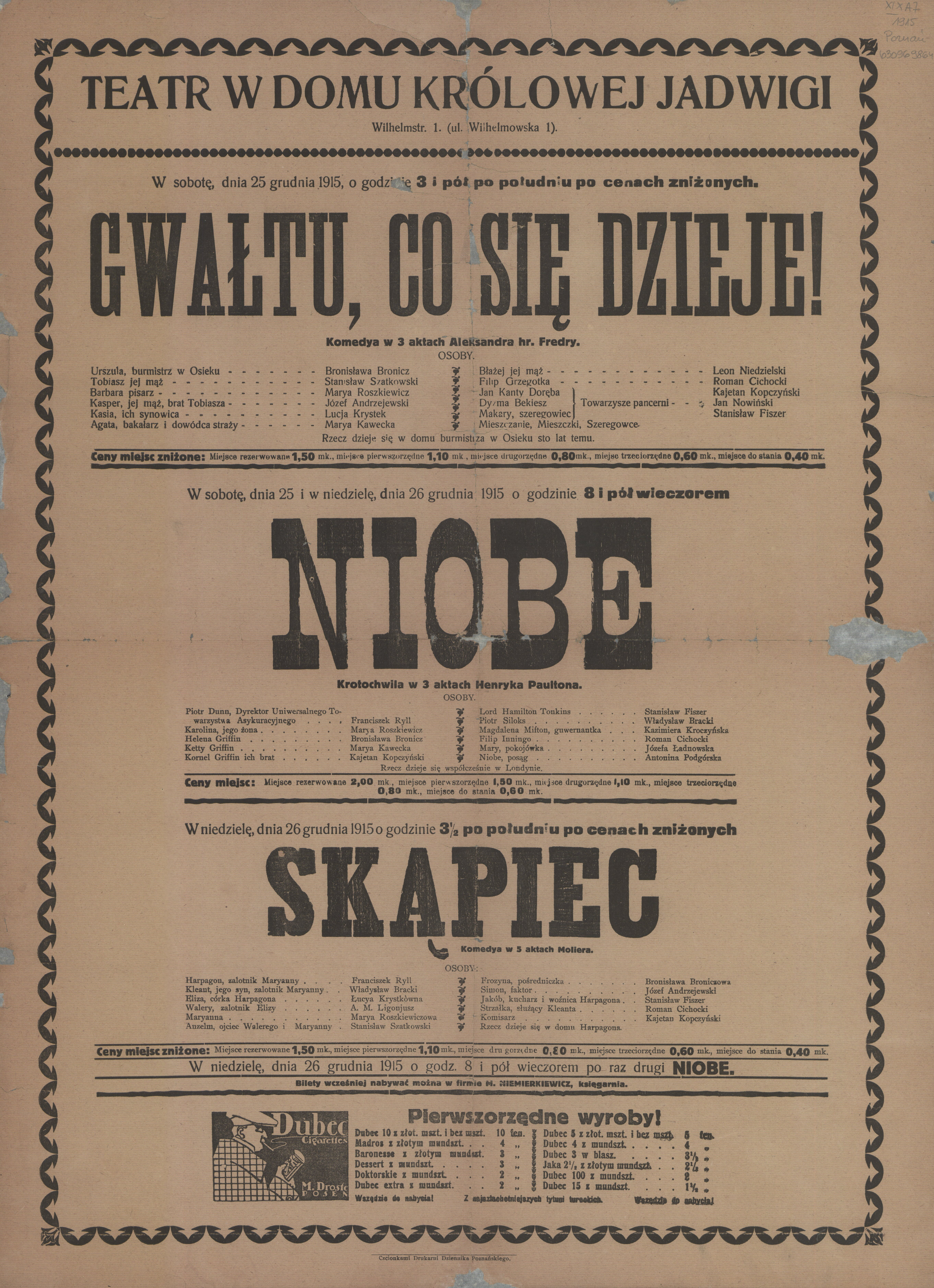
1915, Teatr w Domu Królowej Jadwigi
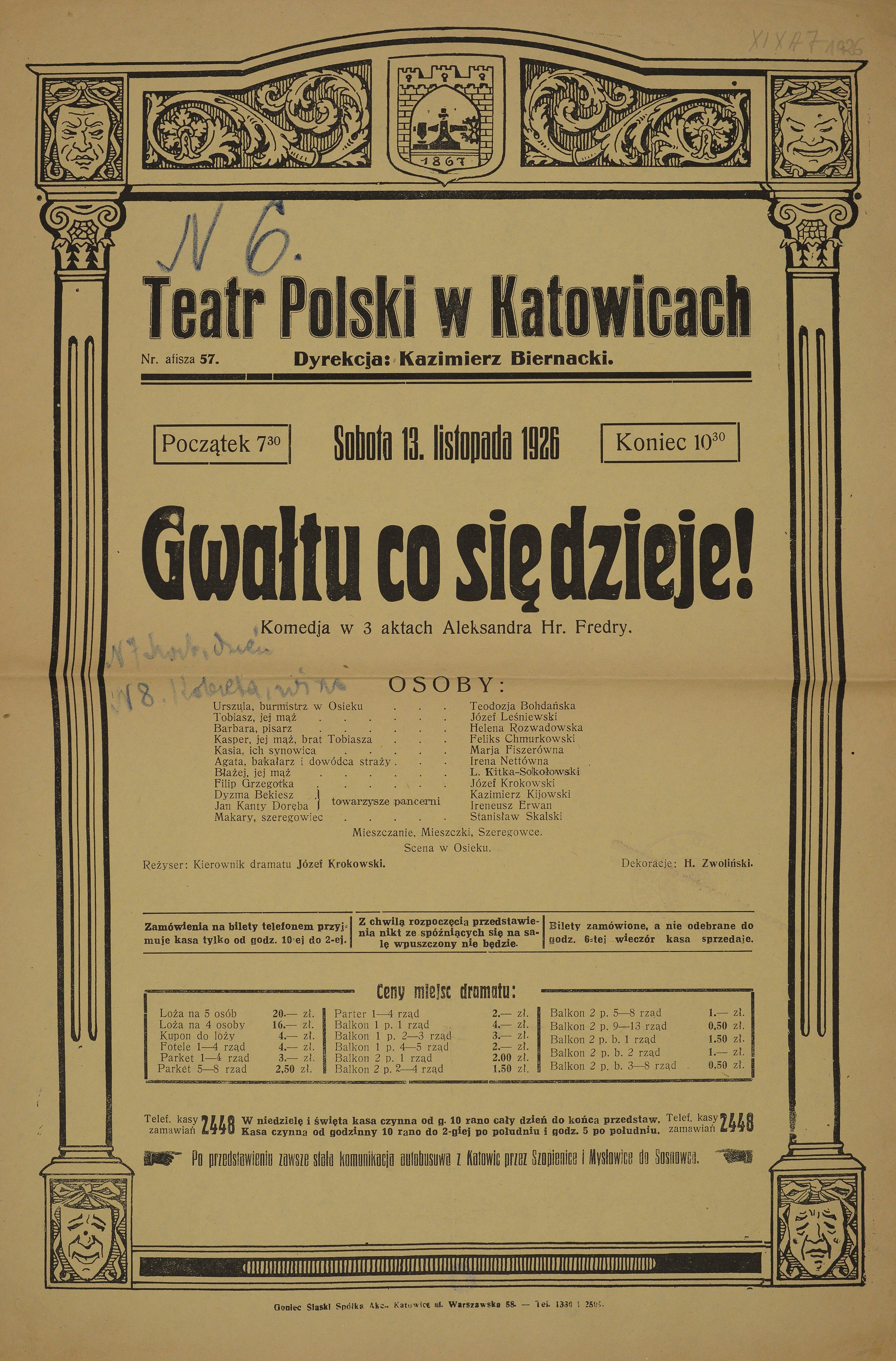
1926, Teatr Polski w Katowicach